# Библиография Фёдора Достоевского

## Произведения

### Романы
- 1846 — Бедные люди
- 1861 — Униженные и оскорблённые
- 1866 — Преступление и наказание
- 1866 — Игрок
- 1868—1869 — Идиот
- 1870—1872 — Бесы
- 1875 — Подросток
- 1878—1880 — Братья Карамазовы

### Повести и рассказы

#### Повести
- 1846 — Двойник
- 1847 — Хозяйка
- 1848 — Слабое сердце
- 1848 — Белые ночи
- 1849 — Неточка Незванова
- 1859 — Дядюшкин сон
- 1859 — Село Степанчиково и его обитатели
- 1860 — Записки из Мёртвого дома
- 1864 — Записки из подполья
- 1870 — Вечный муж
- 1876 — Кроткая

#### Рассказы
- 1846 — Как опасно предаваться честолюбивым снам
- 1846 — Господин Прохарчин
- 1847 — Роман в девяти письмах
- 1848 — Ползунков
- 1848 — Честный вор
- 1848 — Ёлка и свадьба
- 1849 — Маленький герой
- 1860 — Чужая жена и муж под кроватью
- 1862 — Скверный анекдот
- 1865 — Крокодил
- 1873 — Бобок
- 1876 — Мужик Марей
- 1876 — Мальчик у Христа на ёлке
- 1877 — Сон смешного человека
- 1878 — Из дачных прогулок Кузьмы Пруткова и его друга

### Публицистика и критика, очерки
- 1847 — Петербургская летопись
- 1861 — Рассказы Н.В. Успенского
- 1862 — Зимние заметки о летних впечатлениях
- 1873 — Маленькие картинки
- 1876 — Столетняя
- 1880 — Приговор
- 1880 — Пушкин

### Дневник писателя
- 1873 — Дневник писателя. 1873 год.
- 1876 — Дневник писателя. 1876 год.
- 1877 — Дневник писателя. Январь-август 1877 года.
- 1877 — Дневник писателя. Сентябрь-декабрь 1877 года.
- 1880 — Дневник писателя. 1880 год.
- 1881 — Дневник писателя. 1881 год.

- 1854 — На европейские события в 1854 году
- 1855 — На первое июля 1855 года
- 1856 — На коронацию и заключение мира
- 1864 — Эпиграмма на баварского полковника
- 1864—1873 — Борьба нигилизма с честностью (офицер и нигилистка)
- 1873—1874 — Описывать всё сплошь одних попов
- 1876—1877 — Крах конторы Баймакова
- 1876 — Дорого стоят детишки
- 1879 — Не разбойничай, Федул

### Неоконченное
Неосуществлённые замыслы Достоевского
Особняком стоит сборник фольклорного материала «Моя тетрадка каторжная», известный также под названием «Сибирской тетради», писавшийся Достоевским во время его каторги.